# BMW R 1150 RS
BMW R 1150 RS je motocykl kategorie sportovní cestovní motocykl, vyvinutý firmou BMW, vyráběný v letech 2001–2005. Jeho předchůdcem byl model BMW R 1100 RS, nástupcem se stal model BMW R 1200 ST. Sesterské modely jsou cestovní BMW R 1150 RT a nakedbike BMW R 1150 R. Vyráběn byl v Berlíně-Spandau.
Do výbavy patří ABS s posilovačem a vyhřívané rukojeti.

## Technické parametry
- Rám: ocelový příhradový
- Suchá hmotnost: 236 kg
- Pohotovostní hmotnost:
- Maximální rychlost: km/h
- Spotřeba paliva: 5,5 l/100 km

## Galerie

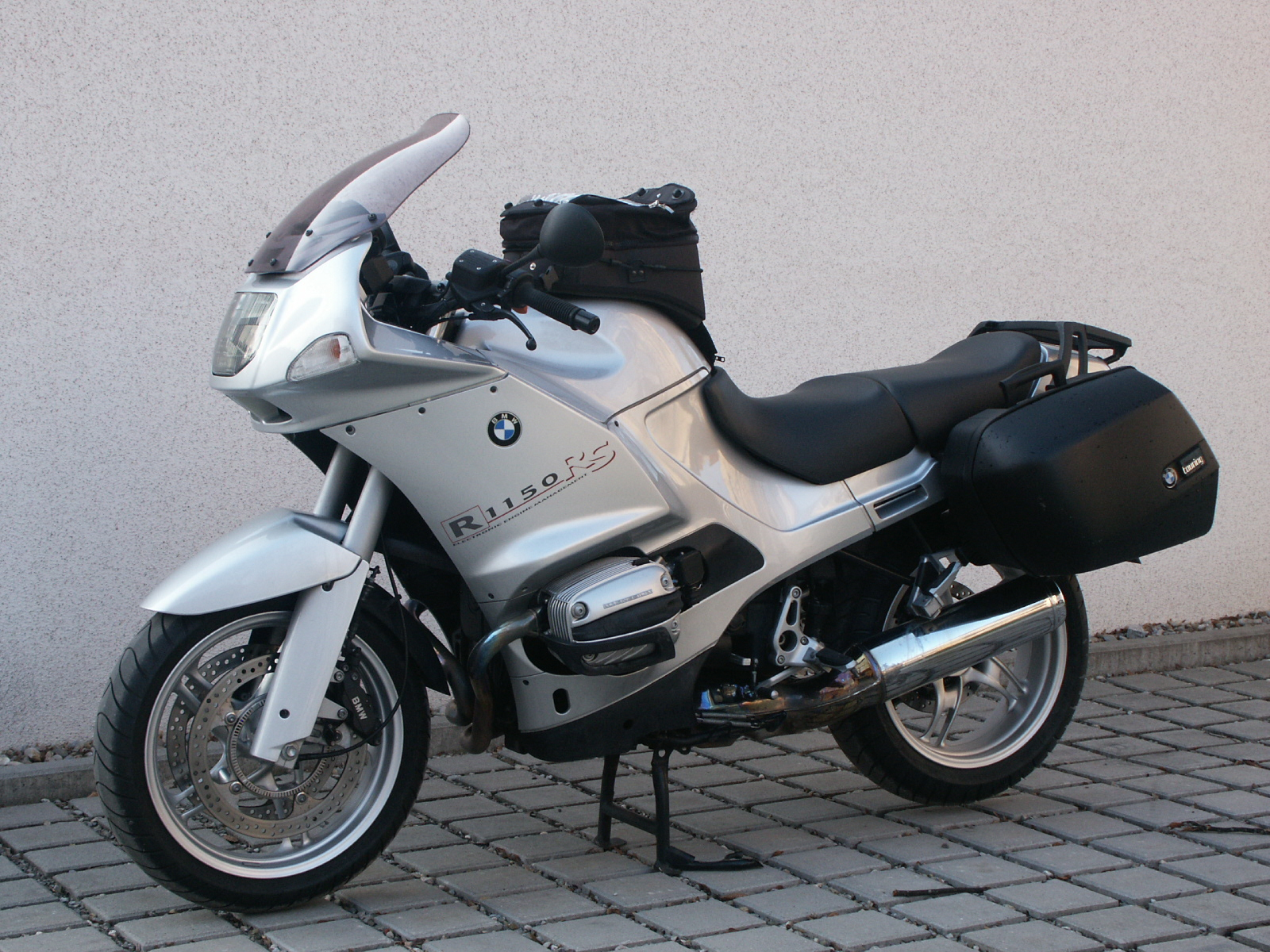
BMW R1150 RS